# 欧洲黑松
欧洲黑松（学名：Pinus nigra）为松科松属的植物。分布在小亚细亚半岛、欧洲等地，属中国原产的植物（非从国外引种）。
其种加词“nigra”意为“黑色的，暗色的”。

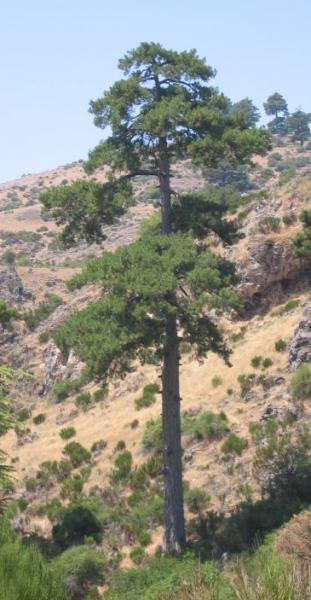
植株
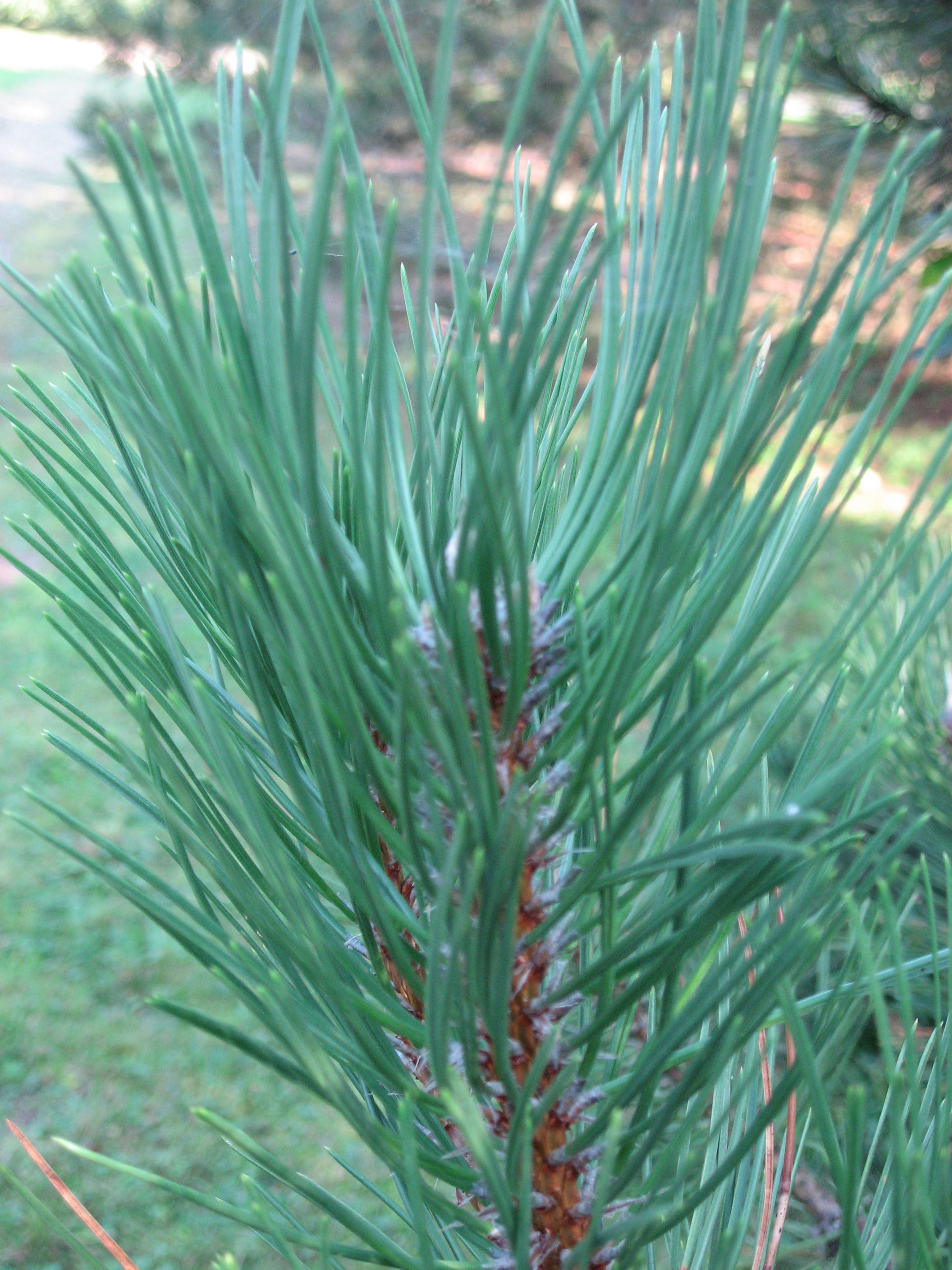
葉
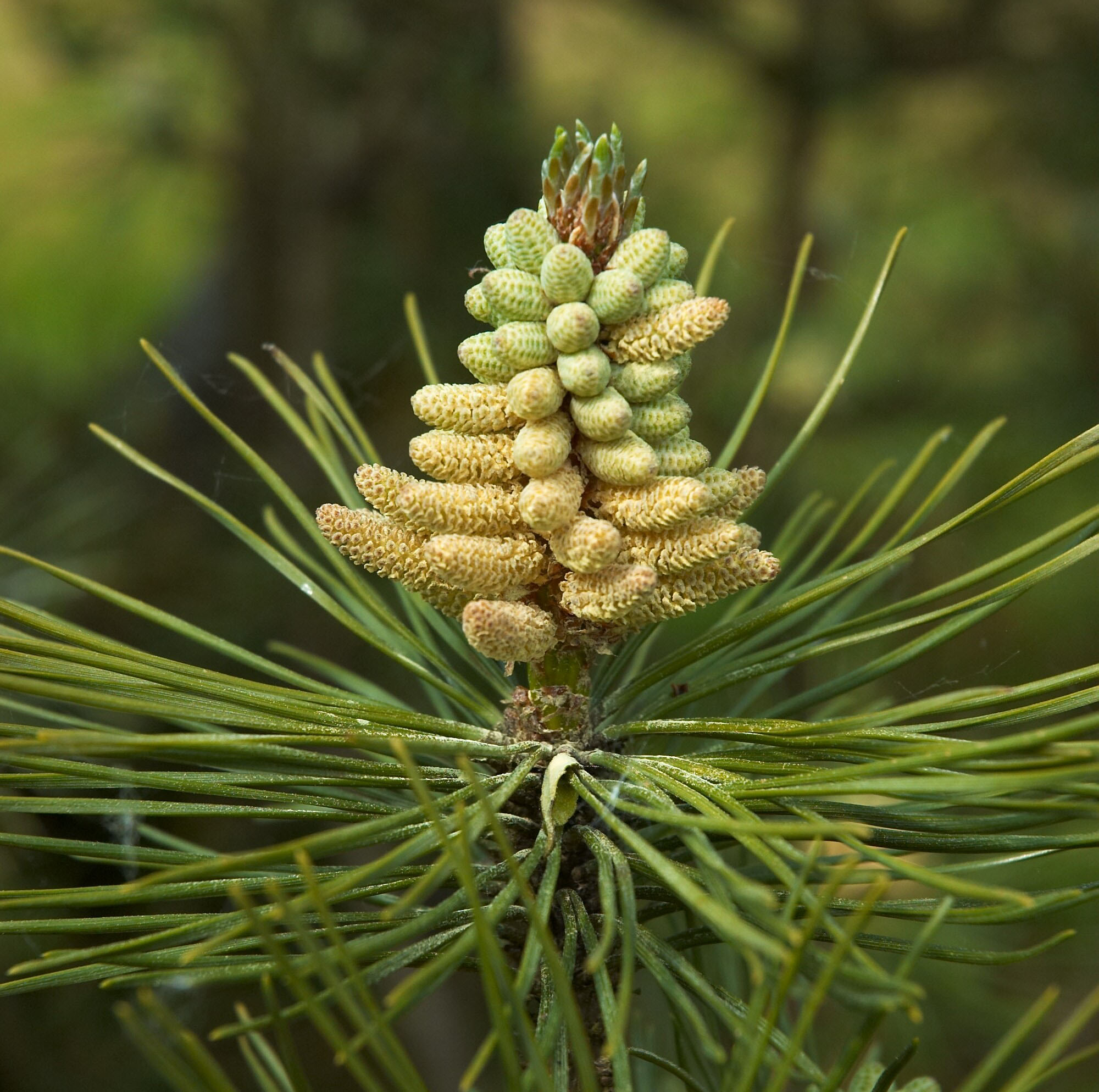
雄毬果
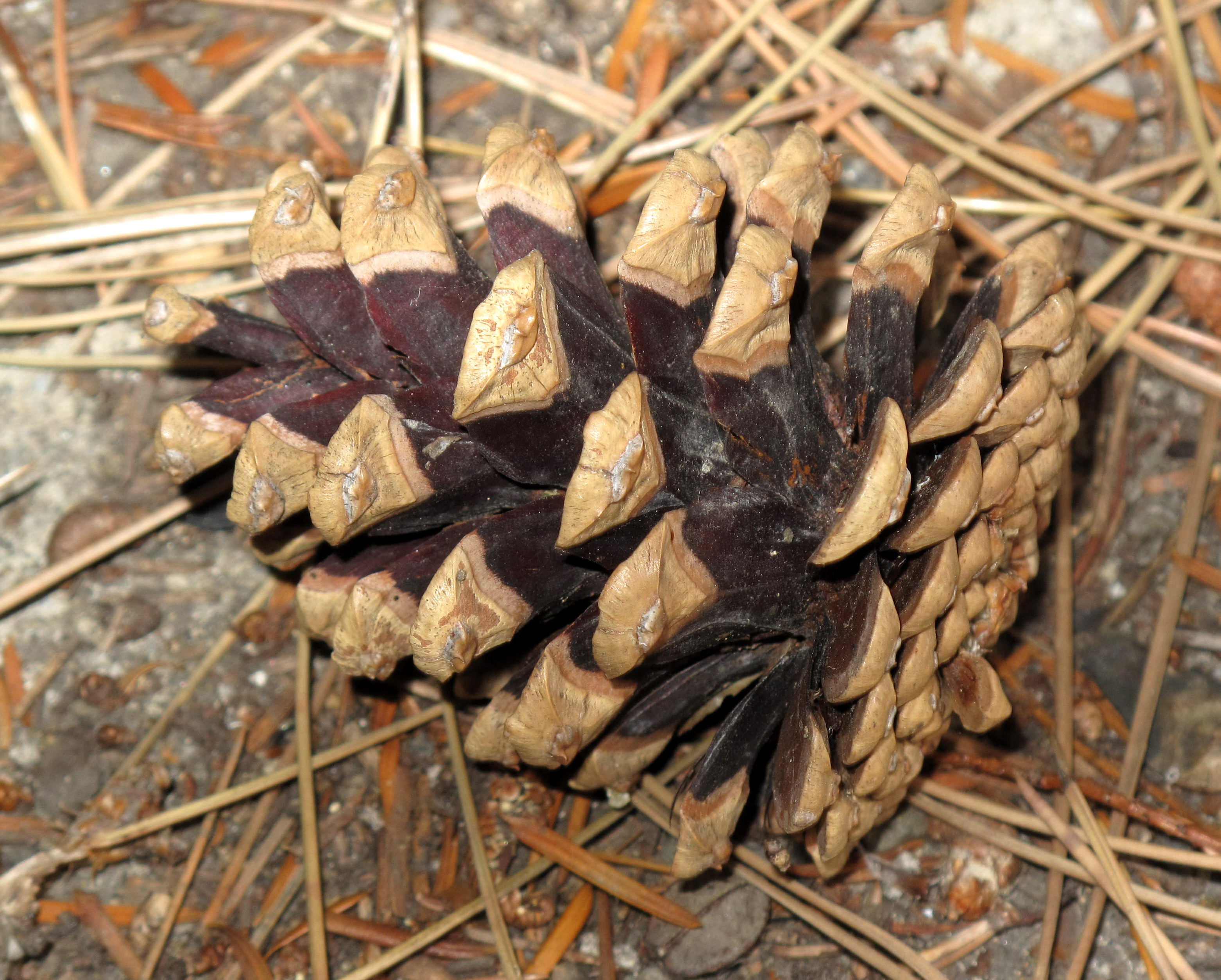
打開的毬果
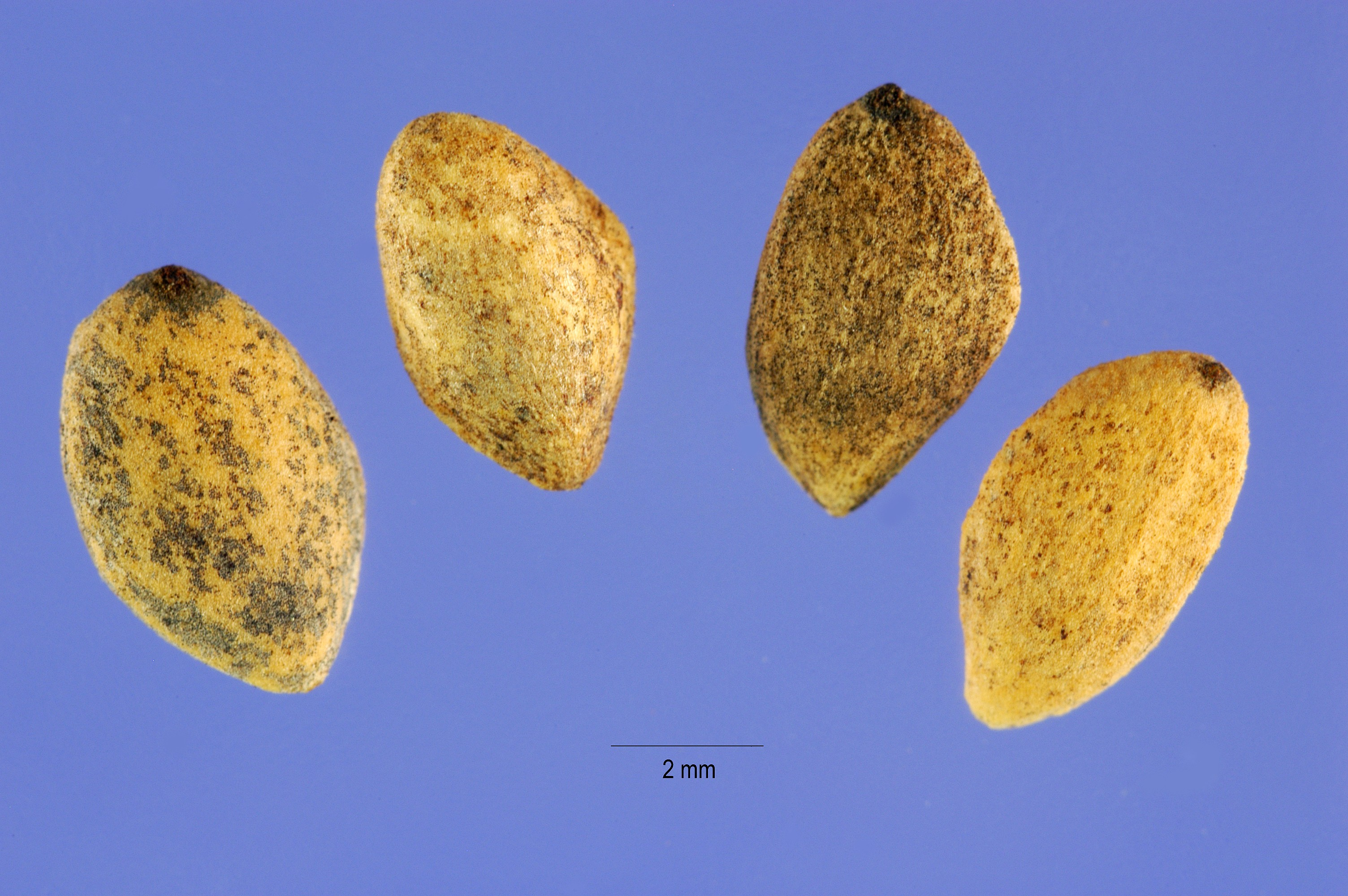
種子
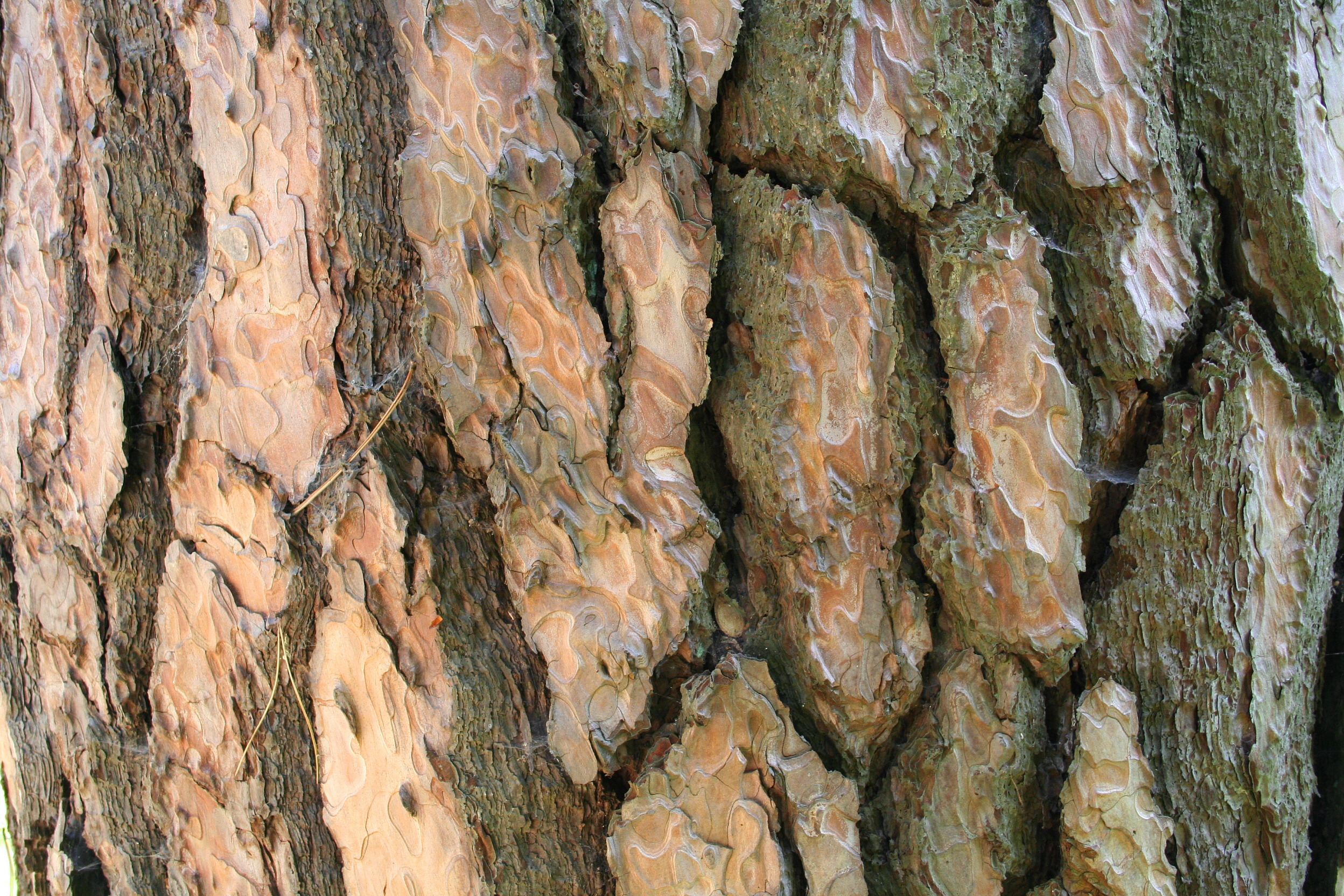
松樹皮